# Marfontaine
Marfontaine ist eine französische Gemeinde mit 82 Einwohnern (Stand 1. Januar 2022) im Département Aisne in der Region Hauts-de-France; sie gehört zum Arrondissement Vervins und zum Kanton Marle.

## Geographie
Die Gemeinde Marfontaine liegt in einem Seitental des Vilpion in der Landschaft Thiérache, etwa 30 Kilometer nördlich von Laon.

## Bevölkerungsentwicklung
| Jahr      | 1962 | 1968 | 1975 | 1982 | 1990 | 1999 | 2011 | 2022 |
| Einwohner | 151  | 144  | 127  | 76   | 87   | 88   | 81   | 82   |

## Sehenswürdigkeiten
- Schloss (Château de Marfontaine), 1619 errichtet, Monument historique[1]
- Kirche Saint-Jean (14. Jahrhundert)
- Presbyterium (17. Jahrhundert)
- Lavoir
- Wasserturm

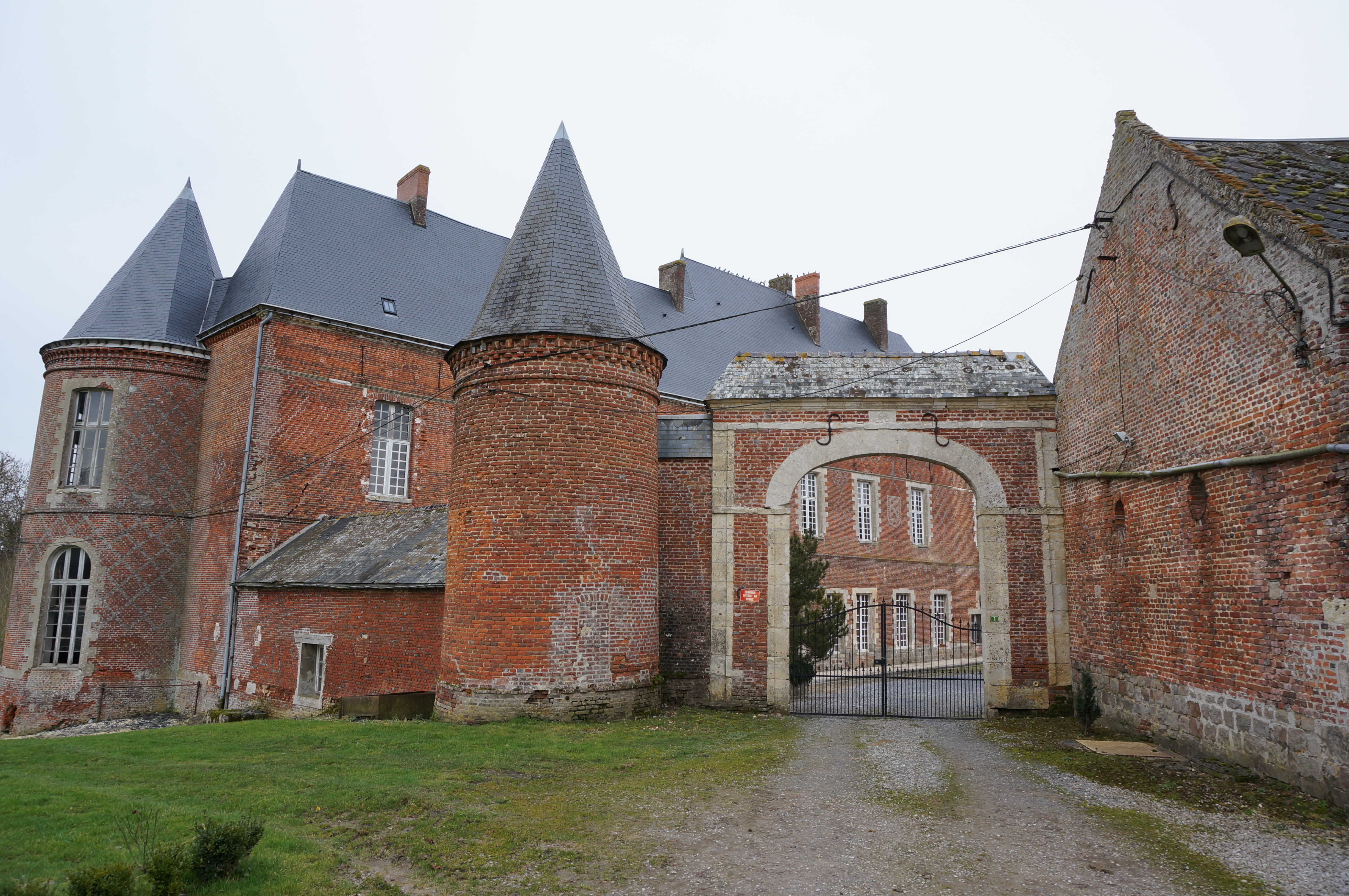
Schloss
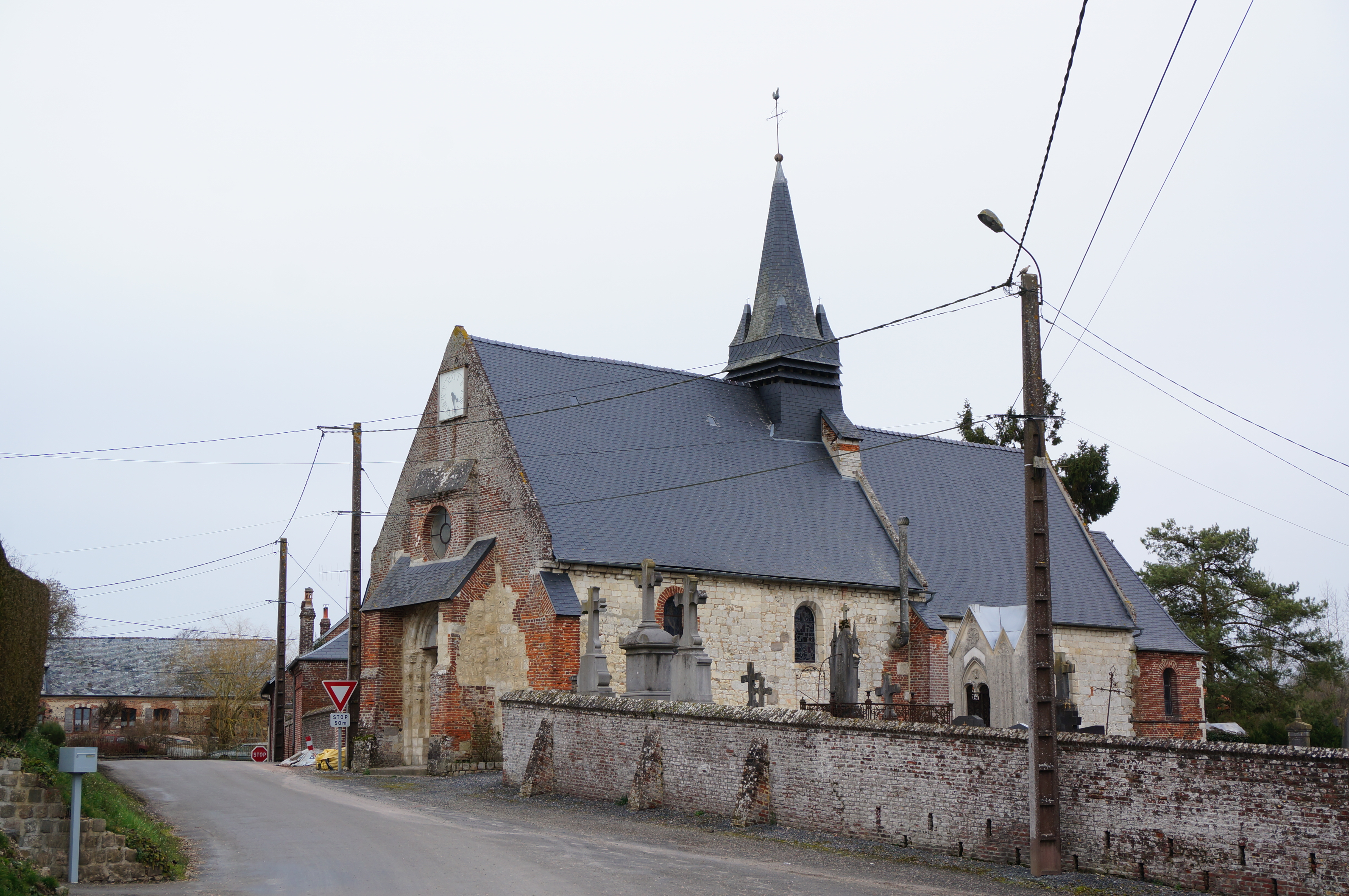
Kirche Saint-Jean
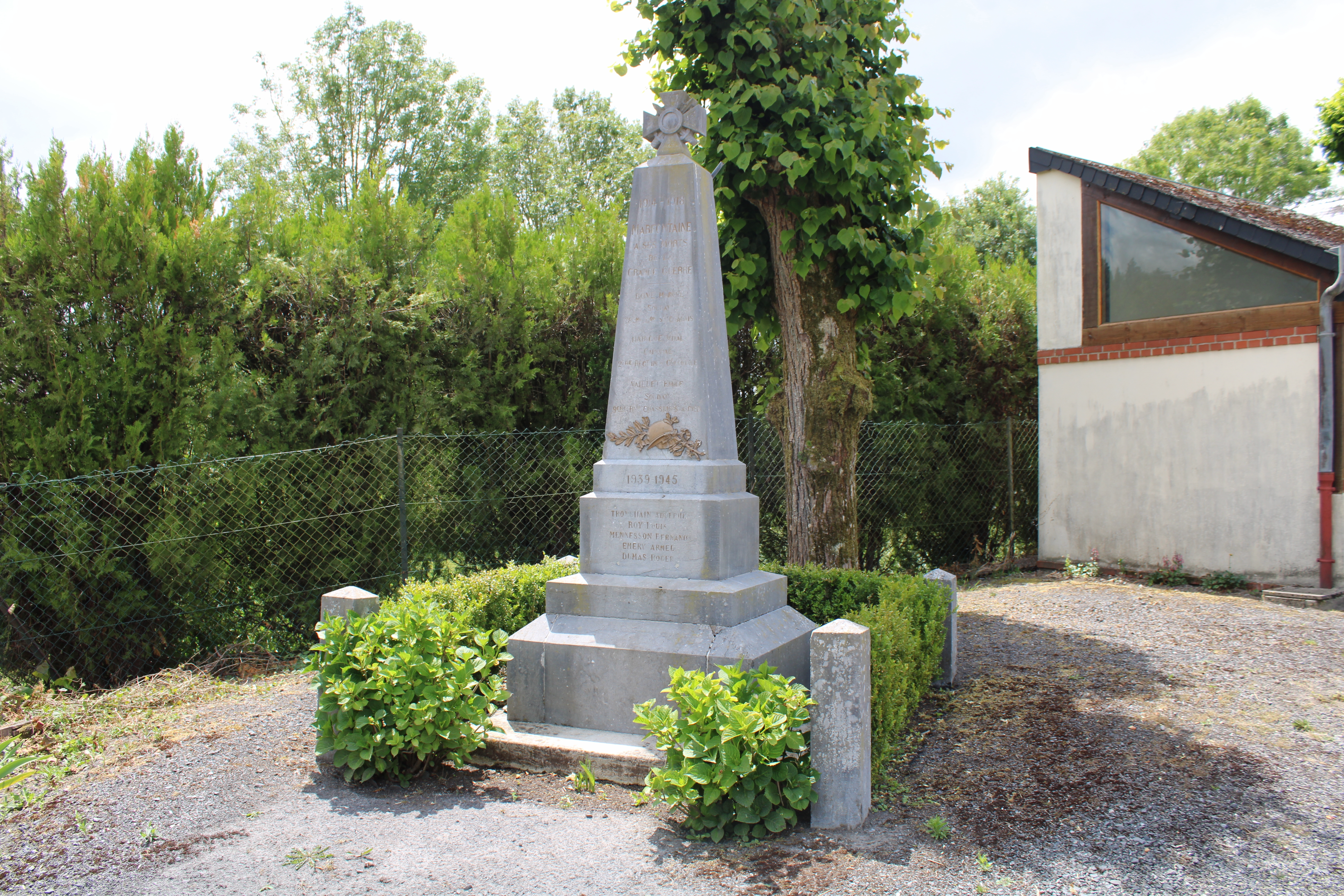
Gefallenendenkmal